# 易卜拉欣一世 (尕勒莽)
易卜拉欣一世（İbrahim I；1297年1350年—），尕勒莽侯國的贝伊。
他的父親是穆罕默德一世。 他的哥哥穆薩在1312年成功接管了他父親的王位。但很快易卜拉欣在1318年為了奪取王位而發動叛亂。內戰的細節並沒有詳細記載，根據著名的阿拉伯旅行者，擔任埃及馬木留克蘇丹國埃及的特使巴圖塔的記錄，他幫助易卜拉欣贏得了王位。 在1332年和1340年之間，他派遣他的弟弟哈利爾赦免了被篡位的穆薩。 在哈利爾去世後，他恢復了他哥哥以前的稱號。1350年，他在西里西亞王國視察途中突然暴斃身亡。